# Lotta libera ai Giochi della XX Olimpiade - Pesi gallo
La competizione della categoria pesi gallo (fino a 57 kg) di lotta libera dei Giochi della XX Olimpiade si è svolta dal 27 al 31 agosto 1972 al Wrestling-Judo Hall di Monaco di Baviera.

## Formato
Ad ogni incontro venivano assegnate le seguenti penalità:
| In caso di vittoria | In caso di vittoria     | In caso di pareggio | In caso di pareggio | In caso di sconfitta | In caso di sconfitta              |
| ------------------- | ----------------------- | ------------------- | ------------------- | -------------------- | --------------------------------- |
| 0                   | Per schienata, ritiro   | 2                   |                     | 3                    | Ai punti                          |
| 0,5                 | Per superiorità tecnica | 2,5                 | con passività       | 3,5                  | Per superiorità tecnica           |
| 1                   | Ai punti                | -                   | -                   | 4                    | Per schienata, ritiro, squalifica |

Con sei penalità o più il lottatore veniva eliminato. Quando rimanevano solo due o tre lottatori, si disputava un turno finale per determinare l'ordine delle medaglie.

## Risultati
| Legenda                                  | Legenda |
| ---------------------------------------- | ------- |
| Lottatore con 6 penalità o più Eliminato |         |

### 1º Turno
Si è disputato il 27 agosto
| Vincitore         | Pen. | Risultato   | Sconfitto           | Pen. |
| ----------------- | ---- | ----------- | ------------------- | ---- |
| Ramezan Kheder    | 1    | Ai Punti    | Horst Mayer         | 3    |
| Amrik Singh Gill  | 0,5  | Superiorità | Juan Velarde        | 3,5  |
| Moises López      | 1    | Ai Punti    | Egon Beiler         | 3    |
| Ivan Kuleshov     | 1    | Ai Punti    | Megdiin Khoilogdorj | 3    |
| László Klinga     | 0    | Schienata   | Arturo Tanaquin     | 4    |
| Ivan Shavov       | 1    | Ai Punti    | Kazım Yıldırım      | 3    |
| Zbigniew Żedzicki | 1    | Ai Punti    | An Jae-Won          | 3    |
| Hideaki Yanagida  | 0,5  | Superiorità | Ernst Hack          | 3,5  |
| Richard Sanders   | 0    | Schienata   | G. Khatziioannidis  | 4    |
| Nicolae Dumitru   | 0    | Schienata   | Hsu Chin-Hsiung     | 4    |
| Eduardo Maggiolo  | 1    | Ai Punti    | Luis Fuentes        | 3    |
| Prem Nath         | 0    | Schienata   | Raymond Barry       | 4    |
| Jorge Ramos       | 1    | Ai Punti    | Ditta Allah         | 3    |
| Ghulam Sideer     | 0    | Schienata   | Risto Darlev        | 4    |

### 2º Turno
Si è disputato il 28 agosto
| Vincitore           | Pen. | Risultato   | Sconfitto         | Pen. |
| ------------------- | ---- | ----------- | ----------------- | ---- |
| Horst Mayer         | 4    | Ai Punti    | Amrik Singh Gill  | 3,5  |
| Ramezan Kheder      | 1    | Schienata   | Juan Velarde      | 7,5  |
| Megdiin Khoilogdorj | 3    | Schienata   | Moises López      | 5    |
| Ivan Kuleshov       | 1,5  | Superiorità | Egon Beiler       | 6,5  |
| László Klinga       | 0,5  | Superiorità | Kazım Yıldırım    | 6,5  |
| Ivan Shavov         | 1    | Schienata   | Arturo Tanaquin   | 8    |
| Hideaki Yanagida    | 1    | Superiorità | Zbigniew Żedzicki | 4,5  |
| An Jae-Won          | 3,5  | Superiorità | Ernst Hack        | 7    |
| G. Khatziioannidis  | 4    | Schienata   | Hsu Chin-Hsiung   | 8    |
| Richard Sanders     | 0    | Schienata   | Nicolae Dumitru   | 4    |
| Eduardo Maggiolo    | 1    | Schienata   | Raymond Barry     | 8    |
| Prem Nath           | 1    | Ai Punti    | Luis Fuentes      | 6    |
| Jorge Ramos         | 2    | Ai Punti    | Ghulam Sideer     | 3    |
| Risto Darlev        | 5    | Ai Punti    | Ditta Allah       | 6    |

### 3º Turno
Si è disputato il 29 agosto
| Vincitore           | Pen. | Risultato  | Sconfitto          | Pen. |
| ------------------- | ---- | ---------- | ------------------ | ---- |
| Horst Mayer         | 3,5  | Schienata  | Moises López       | 9    |
| Ramezan Kheder      | 1    | Schienata  | Amrik Singh Gill   | 7,5  |
| Megdiin Khoilogdorj | 5    | = Parità = | László Klinga      | 2,5  |
| Ivan Shavov         | 1    | Schienata  | Ivan Kuleshov      | 5,5  |
| Zbigniew Żedzicki   | 4,5  | Schienata  | G. Khatziioannidis | 8    |
| Hideaki Yanagida    | 1    | Schienata  | An Jae-Won         | 7,5  |
| Richard Sanders     | 0    | Schienata  | Eduardo Maggiolo   | 5    |
| Jorge Ramos         | 3    | Ai Punti   | Nicolae Dumitru    | 7    |
| Prem Nath           | 1    | Schienata  | Ghulam Sideer      | 7    |
| Risto Darlev        | 5    | Esentato   |                    |      |

### 4º Turno
Si è disputato il 30 agosto
| Vincitore        | Pen. | Risultato   | Sconfitto           | Pen. |
| ---------------- | ---- | ----------- | ------------------- | ---- |
| Horst Mayer      | 3,5  | Superiorità | Risto Darlev        | 9    |
| Ramezan Kheder   | 2    | Ai Punti    | Megdiin Khoilogdorj | 8    |
| László Klinga    | 2,5  | Schienata   | Ivan Kuleshov       | 9,5  |
| Ivan Shavov      | 1    | Schienata   | Zbigniew Żedzicki   | 8,5  |
| Hideaki Yanagida | 2    | Ai Punti    | Richard Sanders     | 3    |
| Prem Nath        | 1    | Schienata   | Eduardo Maggiolo    | 9    |
| Jorge Ramos      | 3    | Esentato    |                     |      |

### 5º Turno
Si è disputato il 30 agosto
| Vincitore        | Pen. | Risultato | Sconfitto      | Pen. |
| ---------------- | ---- | --------- | -------------- | ---- |
| Horst Mayer      | 4,5  | Ai Punti  | Jorge Ramos    | 6    |
| László Klinga    | 3,5  | Ai Punti  | Ramezan Kheder | 5    |
| Hideaki Yanagida | 3    | Ai Punti  | Ivan Shavov    | 4    |
| Richard Sanders  | 3    | Schienata | Prem Nath      | 5    |

### 6º Turno
Si è disputato il 31 agosto
| Vincitore        | Pen. | Risultato | Sconfitto      | Pen. |
| ---------------- | ---- | --------- | -------------- | ---- |
| László Klinga    | 4,5  | Ai Punti  | Horst Mayer    | 7,5  |
| Hideaki Yanagida | 4    | Ai Punti  | Ramezan Kheder | 8    |
| Richard Sanders  | 4    | Ai Punti  | Ivan Shavov    | 7    |
| Prem Nath        | 5    | Esentato  |                |      |

### Turno finale
Si è disputato il 31 agosto
| Vincitore        | Pen. | Risultato | Sconfitto       | Pen. |
| ---------------- | ---- | --------- | --------------- | ---- |
| Hideaki Yanagida | 4    | Schienata | Prem Nath       | 9    |
| Richard Sanders  | 4    | Schienata | László Klinga   | 9,5  |
| Hideaki Yanagida |      | Ai punti  | Richard Sanders |      |

1. ↑  Disputato nel 4º turno

## Classifica finale
| Pos.    | Atleta                   | Nazione          |
| ------- | ------------------------ | ---------------- |
| Oro     | Hideaki Yanagida         | Giappone         |
| Argento | Richard Sanders          | Stati Uniti      |
| Bronzo  | László Klinga            | Ungheria         |
| 4       | Prem Nath                | India            |
| 5       | Ivan Shavov              | Bulgaria         |
| 6       | Horst Mayer              | Germania Est     |
| 7       | Ramezan Kheder           | Iran             |
| 8       | Jorge Ramos              | Cuba             |
| 9       | Megdiin Khoilogdorj      | Mongolia         |
| 10      | Zbigniew Żedzicki        | Polonia          |
| 11      | Eduardo Maggiolo         | Argentina        |
| 11      | Risto Darlev             | Jugoslavia       |
| 13      | Ivan Kuleshov            | Unione Sovietica |
| 14      | Ghulam Sideer            | Afghanistan      |
| 14      | Nicolae Dumitru          | Romania          |
| 16      | An Jae-Won               | Corea del Sud    |
| 17      | Amrik Singh Gill         | Gran Bretagna    |
| 17      | Georgios Khatziioannidis | Grecia           |
| 19      | Moises López             | Messico          |
| 20      | Luis Fuentes             | Guatemala        |
| 20      | Ditta Allah              | Pakistan         |
| 22      | Egon Beiler              | Canada           |
| 22      | Kazım Yıldırım           | Turchia          |
| 24      | Ernst Hack               | Austria          |
| 25      | Juan Velarde             | Perù             |
| 26      | Raymond Barry            | Australia        |
| 26      | Arturo Tanaquin          | Filippine        |
| 26      | Hsu Chin-Hsiung          | Taiwan           |